# غايري
غايري (بالروسية: Гирей) هي مدينة في مقاطعة كراسنودار كراي في روسيا.

## السكان
6,586 (إحصاء 2010)،
6,626 (إحصاء 2002)،
5,769 (إحصاء 1989).